# Stenhomalus kumaso
Stenhomalus kumaso är en skalbaggsart som beskrevs av Tatsuya Niisato och Makihara 1991. Stenhomalus kumaso ingår i släktet Stenhomalus och familjen långhorningar. Inga underarter finns listade i Catalogue of Life.